# Kungssången

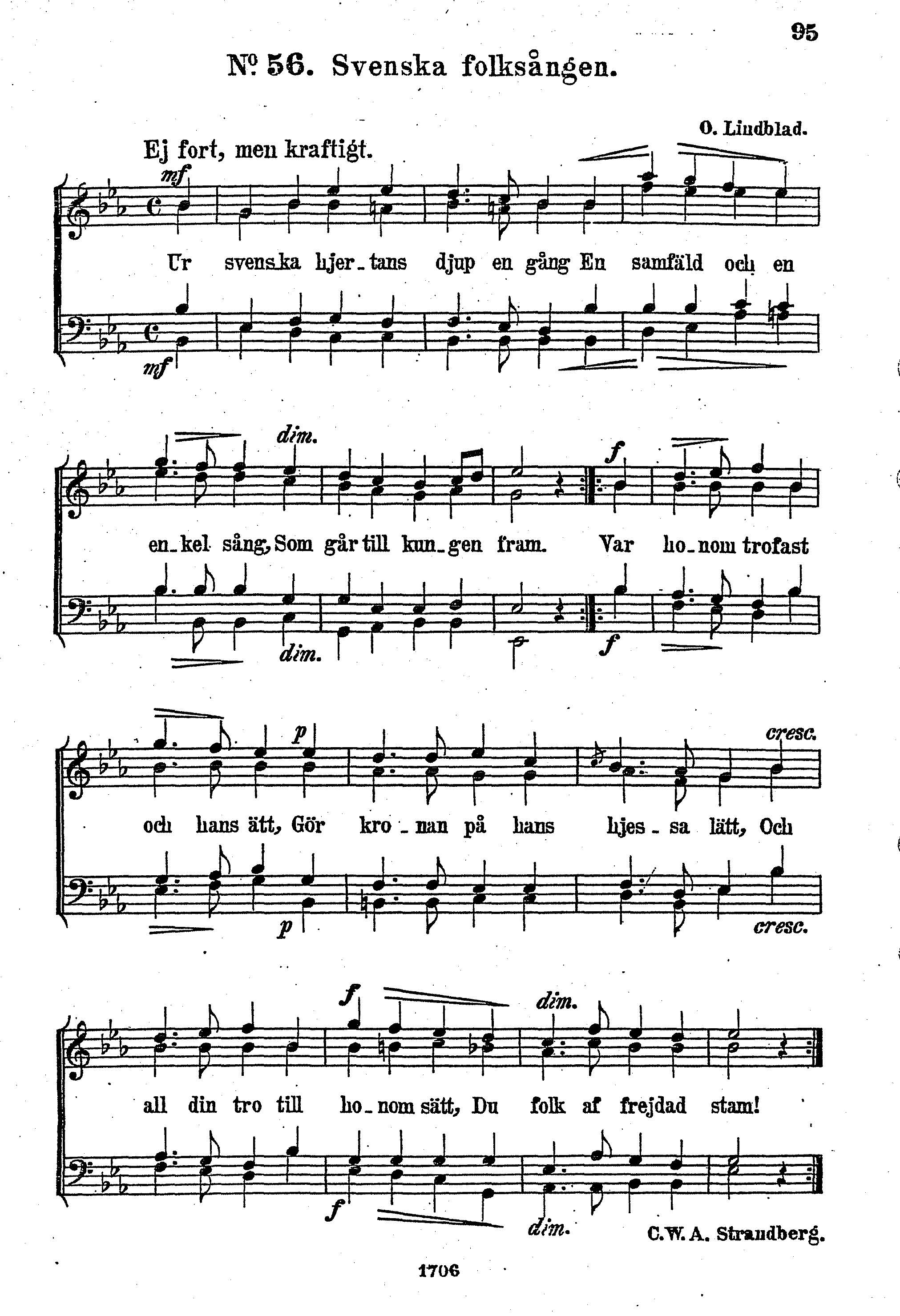
Die Originalmusik für Männerchor von Otto Lindblad

Ur svenska hjärtans djup en gång („Einmal aus der Tiefe schwedischer Herzen“) ist das schwedische Königslied (Kungssången) und gilt als ein Symbol für die Liebe der Schweden zu ihrem König und ihrer Nation.
Der Text stammt von Carl Wilhelm August Strandberg, die Musik für Männerchor von Otto Lindblad. Das Lied wurde am 5. Dezember 1844 bei einer Feier der Universität Lund anlässlich der Thronbesteigung König Oskars I. uraufgeführt und 1893 offiziell zum Königslied ernannt, womit es die vorherige königliche Hymne Bevare Gud vår kung („Gott bewahre unseren König“) ersetzte, welche zur Melodie der britischen Königshymne God Save the King gesungen wurde.
Die meisten Schweden können, wenn überhaupt, nur die erste Strophe. Das Lied wird beim Erscheinen des Königs zum Beispiel im Theater oder Konzertsaal gesungen, wobei sich alle, falls sie sitzen, erheben.
Neben Schweden haben auch Dänemark, Norwegen und Thailand Königslieder.

## Text
| Schwedischer Originaltext | Deutsche Übersetzung |
| 1 Ur svenska hjärtans djup en gång en samfälld och en enkel sång, som går till kungen fram! Var honom trofast och hans ätt, gör kronan på hans hjässa lätt, och all din tro till honom sätt, du folk av frejdad stam! 2 O konung, folkets majestät är även ditt: beskärma det och värna det från fall! Stå oss all världens härar mot, vi blinka ej för deras hot: vi lägga dem inför din fot – en kunglig fotapall. 3 Men stundar ock vårt fall en dag, från dina skuldror purpurn tag, lyft av dig kronans tvång och drag de kära färger på, det gamla gula och det blå, och med ett svärd i handen gå till kamp och undergång! 4 Och grip vår sista fana du och dristeliga för ännu i döden dina män! Ditt trogna folk med hjältemod skall sömma av sitt bästa blod en kunglig purpur varm och god, och svepa dig i den. 5 Du himlens Herre, med oss var, som förr du med oss varit har, och liva på vår strand det gamla lynnets art igen hos sveakungen och hans män. Och låt din ande vila än utöver nordanland! | 1 Einmal aus der Tiefe schwedischer Herzen ein gemeinsames und ein einfaches Lied, das zum König vorgeht! Sei ihm und seinem Geschlecht treu, mach die Krone auf seinem Scheitel leicht, und all deinen Glauben setze auf ihn, du Volk von berühmtem Stamm! 2 O König, des Volkes Majestät ist auch deine; beschirme sie und schütze sie vor Fall! Stehen uns alle Heere der Welt entgegen, wir zwinkern nicht vor deren Drohung: Wir legen sie vor deinen Fuß – ein königlicher Fußschemel. 3 Aber steht auch unser Fall eines Tages bevor, nimm von deinen Schultern den Purpur, hebe von dir den Zwang der Krone und zieh die geliebten Farben an, das alte Gelb und das Blau, und mit einem Schwert in der Hand geh zu Kampf und Untergang! 4 Und ergreif unsere letzte Fahne, du, und unerschrocken führe noch im Tode deine Männer! Dein getreues Volk mit Heldenmut wird nähen aus seinem besten Blut einen königlichen Purpur warm und gut, und dich darein hüllen. 5 Du Herr des Himmels, sei mit uns, wie du früher mit uns gewesen bist, und belebe an unserem Gestade des alten Gemütes Art wieder beim Sveakönig und seinen Männern. Und lass deinen Geist noch ruhen über dem Nordland! |